# Ковачеваць (Липик)
45°22′ пн. ш. 17°09′ сх. д. / 45.37° пн. ш. 17.15° сх. д.
Ковачеваць (хорв. Kovačevac) — населений пункт у Хорватії, у Пожезько-Славонській жупанії у складі міста Липик.

## Населення
Населення за даними перепису 2011 року становило 29 осіб.
Динаміка чисельності населення поселення:

## Клімат
Середня річна температура становить 10,66 °C, середня максимальна — 24,26 °C, а середня мінімальна — -5,20 °C. Середня річна кількість опадів — 951 мм.
| Клімат поселення                              | Клімат поселення | Клімат поселення | Клімат поселення | Клімат поселення | Клімат поселення | Клімат поселення | Клімат поселення | Клімат поселення | Клімат поселення | Клімат поселення | Клімат поселення | Клімат поселення | Клімат поселення |
| Показник                                      | Січ.             | Лют.             | Бер.             | Квіт.            | Трав.            | Черв.            | Лип.             | Серп.            | Вер.             | Жовт.            | Лист.            | Груд.            |                  |
| Середній максимум, °C                         | 6,87             | 8,24             | 12,44            | 16,44            | 21,12            | 24,26            | 23,46            | 23,05            | 19,43            | 14,65            | 9,25             | 5,17             |                  |
| Середня температура, °C                       | 0,84             | 2,20             | 6,40             | 10,38            | 15,09            | 18,21            | 20,09            | 19,68            | 16,05            | 11,28            | 5,88             | 1,79             |                  |
| Середній мінімум, °C                          | −5,2             | −3,85            | 0,36             | 4,34             | 9,05             | 12,18            | 16,73            | 16,30            | 12,68            | 7,91             | 2,50             | −1,58            |                  |
| Норма опадів, мм                              | 59               | 54               | 65               | 80               | 85               | 103              | 89               | 92               | 78               | 83               | 90               | 73               |                  |
| Середньомісячна швидкість вітру, м/с          | 1.91             | 2.15             | 2.47             | 2.37             | 2.17             | 1.98             | 1.92             | 1.80             | 1.84             | 1.92             | 1.96             | 1.99             |                  |
| Середньомісячна сонячна радіація, кДж/м²·день | 4417             | 7206             | 10978            | 15274            | 19518            | 21665            | 22545            | 19915            | 14873            | 9271             | 4976             | 3685             |                  |
| --------------------------------------------- | ---------------- | ---------------- | ---------------- | ---------------- | ---------------- | ---------------- | ---------------- | ---------------- | ---------------- | ---------------- | ---------------- | ---------------- | ---------------- |
| Джерело:                                      |                  |                  |                  |                  |                  |                  |                  |                  |                  |                  |                  |                  |                  |